# Somatina subviridata
Somatina subviridata là một loài bướm đêm trong họ Geometridae.